# Toshihiko Ikemura
Toshihiko Ikemura (池村俊彦?, Ikemura Toshihiko; 1952) è un astronomo amatoriale giapponese di professione tecnico delle comunicazioni.
Ikemura osserva dalla Prefettura di Aichi, prima da Shinshiro poi da Nagoya. Nel campo astronomico è conosciuto soprattutto per le sue osservazioni planetarie e per aver disegnato una mappa del pianeta Marte.
Il principale campo di studi di Toshihiko Ikemura è lo studio dei pianeti. In tale ambito collabora con l'ALPO-Japan (Association of Lunar and Planetary Observers in Japan) ad osservazioni dei pianeti Giove, Saturno e, in particolare, Marte.
È uno dei coscopritori, assieme a Richard Martin West e Luboš Kohoutek, della cometa periodica 76P/West-Kohoutek-Ikemura.
Gli è stato dedicato l'asteroide 6661 Ikemura.